# 中華小熊貓
中華小貓熊（学名：Ailurus styani），又叫斯坦氏小熊猫，是一种小型小貓熊科哺乳动物，分布於中国云南和四川。

## 发现及分类
1902年，奥德菲尔德·托马斯根据从四川收集的标本中的一个头盖骨，描述了小熊猫川西亚种。雷金納德·英尼斯·波科克通过小熊猫川西亚种更长的冬季绒毛、更黑的毛皮、更大的头盖骨、更加强烈弯曲的前额以及更强壮的牙齿，将其与小熊猫指名亚种区分开来。这一区分依据来源于一些从四川、云南边境旁的密支那地区以及缅甸北部收集的头盖骨和皮毛。2020年，中国科学院动物研究所研究员魏辅文研究發現兩个小熊猫亚种約於22萬年前即分家，其後鮮有遺傳上的交流，故將小熊猫川西亚种提升為種階并命名为中华小熊猫。

## 鑑別診斷
本種外觀與喜马拉雅小熊猫相似，惟中華小貓熊骨較寬、頭骨較長，全身呈鲜艳的深红褐色，面部白色區塊比較少，额头部分颜色为较深的棕红色，四肢多为黑褐色，有的黑色区域可延伸到肩膀，尾部環紋較為明顯一般为红褐色与黑褐色或黄白色相间；体型较喜马拉雅小熊猫稍大。

## 分布
本種主要分布於中国云南和四川。與喜馬拉雅小熊貓的分布以雅魯藏布江為界線。